# Litevské muzeum silnic
Litevské muzeum silnic (litevsky Lietuvos Kelių Muziejus) je muzeum ve Vievisu v Litvě, které představuje historii silničního stavitelství a historii silnic. Bylo založeno v roce 1995 s cílem vytvořit prostor, kde by se návštěvníci mohli seznámit s historií silnic a s exponáty údržby silnic shromážděnými v průběhu let. Muzeum vlastní státní podnik "Kelių priežiūra" a Ministerstvo dopravy a spojů Litevské republiky.

## Historie
Po obnovení nezávislosti země a zřízení Litevského ředitelství silnic bylo 19. října 1995 otevřeno Litevské muzeum silnic. Prvním ředitelem muzea se stal Juozas Stepankevičius, který předtím působil jako vedoucí Vievisovy správy silnic.

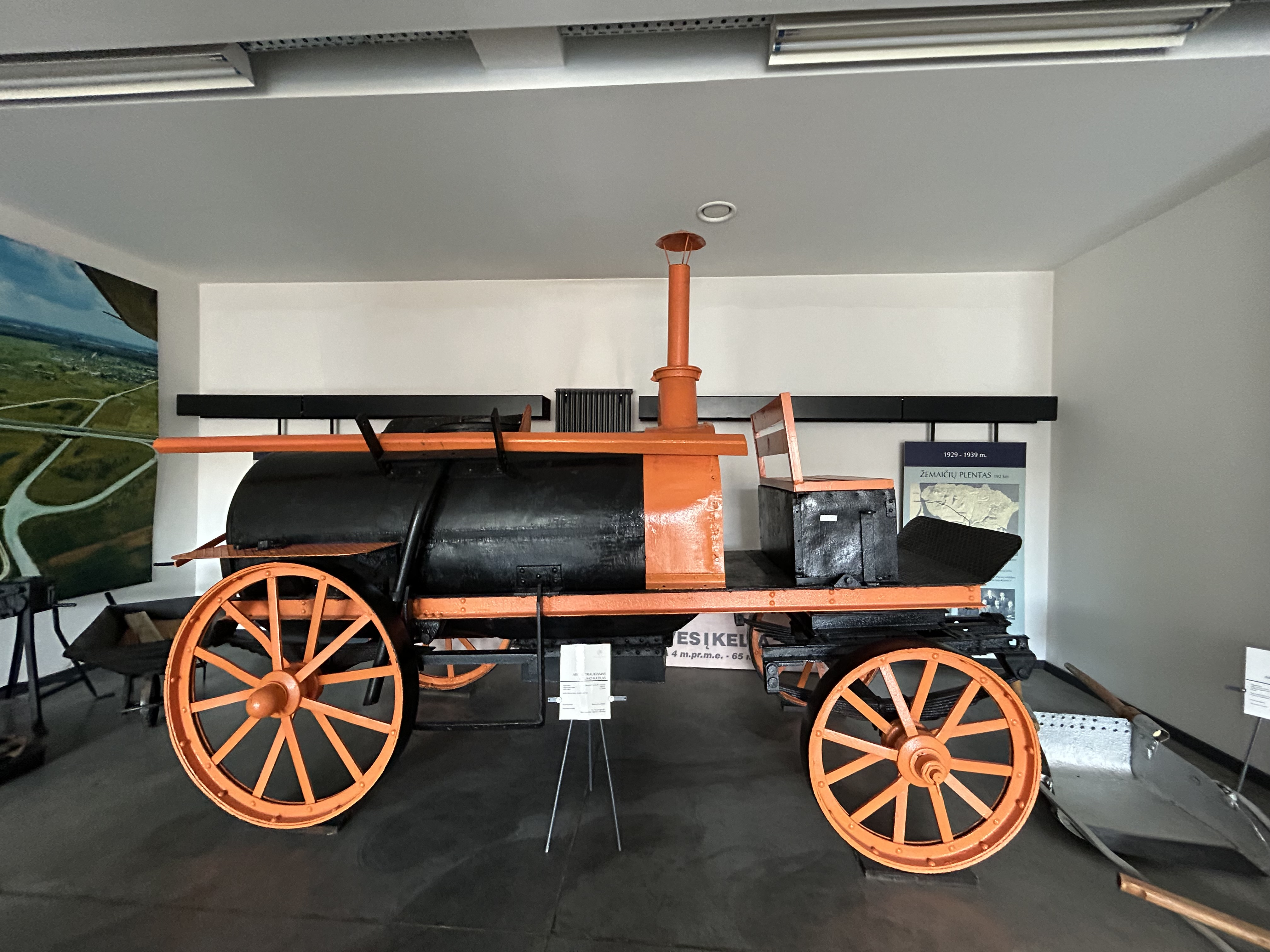
Kotel na bitumen

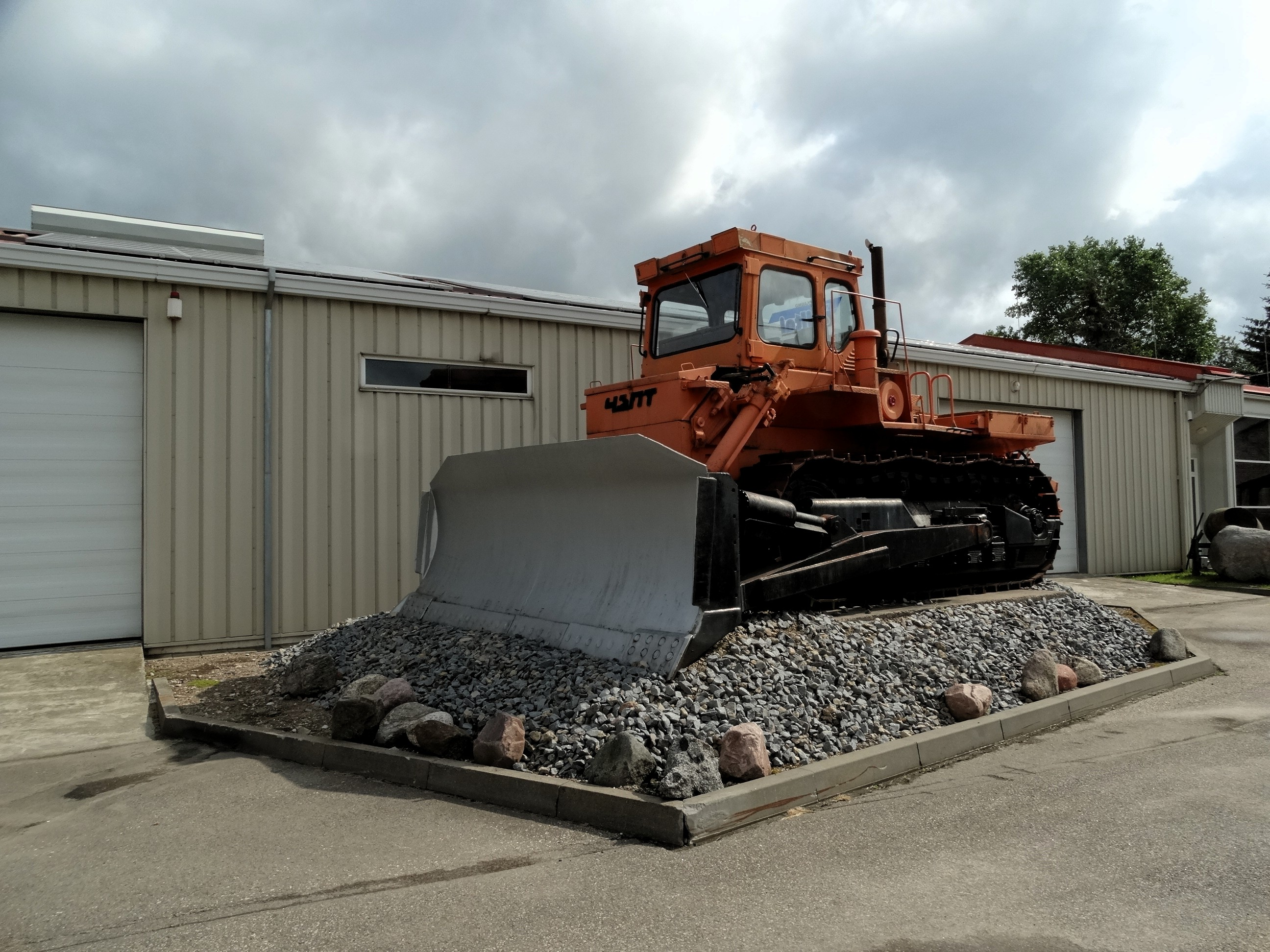
Jeden z exponátů muzea

## Expozice
Během téměř 30 let existence muzea se expozice neustále rozšiřovala o nové exponáty a nyní zabírá dvě patra budovy. V samostatně postaveném hangáru a venkovní expozici je k vidění také těžká technika pro stavbu a údržbu silnic. V současné době se v muzeu nachází více než 8000 exponátů.
V muzeu jsou vystaveny staré mapy Litvy, fotoalba, první knihy a časopisy o stavbě silnic. Můžete si prohlédnout modely mostů, viaduktů, autobusových zastávek a různých dalších staveb, nejstarší nástroje pro stavbu a údržbu silnic a dopravní značky. K vidění je také předválečné a poválečné vybavení pro stavbu a údržbu silnic.
Jedním z nejunikátnějších exponátů muzea je kotel na bitumen tažený koňmi, který byl vyroben v Německu v roce 1854. Dlouhou dobu byl kotel zapomenut, dokud nebyl objeven ve starém areálu silničářů. 

## Další aktivity
V Muzeu silnic se nacházejí exponáty, z nichž některé jsou velmi vzácné nebo ojedinělé. Vyprávějí příběh litevských silničářů za posledních 100 let. Mnohé z exponátů věnovali sami silničáři, kteří tak návštěvníkům odhalují nejen příběhy silničářů, ale také své vlastní příběhy.
Muzeum silnic hojně navštěvují obyvatelé okolních měst, návštěvníci ze zahraničí i skupiny z celé Litvy. V muzeu se pořádají prohlídky s průvodcem, při nichž se lze seznámit s historií vystavených exponátů.
V roce 2015 byla u příležitosti 20. výročí muzea vydána kniha "Litevské silniční muzeum". Kniha popisuje a ilustruje historii muzea, minulé i současné exponáty.
Muzeum silnic je také členem Litevské muzejní asociace.

## Manažeři muzeí
- Juozas Stepankevičius – 1995 – 2017
- Erika Švermickienė – 2017 – 2024
- Rimantas Zagrebajev – 2024 – nyní